# Fusiturricula fenimorei
Fusiturricula fenimorei é uma espécie de gastrópode do gênero Fusiturricula, pertencente a família Drilliidae.